# Чебоксарський агрегатний завод
ВАТ «Чебоксарський агрегатний завод» — промислове підприємство в Росії, що спеціалізується на випуску запасних частин до автотракторної промислової та сільськогосподарської техніки. Російський лідер у виробництві запасних частин до ходових систем тракторної техніки.  Завод розташований у місті Чобоксари, є одним з градотворчих підприємств.

## Історія
- У 1951 року було прийнято рішення про будівництво заводу тракторних запасних частин в Чебоксарах. У 1953 році було розпочато будівництво промислової бази заводу.[3]
- У грудні 1956 року введений в дію діючих.
- 16 липня 1959 року перший метал видала перша вагранка чавуноливарного цеху. До кінця року цех виплавив 100 тонн чавун а.
- У 1961 року пущено ковальсько-штампувальний цех.
- У грудні 1964 року в сталеливарному цеху виплавили першу сталь в Чуваської АРСР, були отримані перші виливки ланки гусениці для трактора ДТ-54.
- У лютому 1969 року працює цех точного сталевого лиття.
- У 1970 року заробив заводський клуб на 600 місць.
- 15 лютого 1971 року завод був перейменований на «Чебоксарський агрегатний завод».
- У 1973-1974 роках поставки йшли вже в 60 країн світу (Європа − 17 держав, Америка — 5 держав, Азія — 21 держава, Африка — 17 держав)[3]
- У грудні 1985 року виготовлені перші гусениці для трактора Т-500 ЧЗПТ.
- До 1987 року освоєно серійний випуск ланки Т-130. У цьому року заводу передано виробництво гусениць всім екскаваторів СРСР.
- У 1989 році почалося складання і випуск гусениць для трактора ДЕТ-250 ЧТЗ. Почалося постачання гусениць для трактора Т-130 на складальний конвеєр Челябінський тракторний завод Челябінського тракторного заводу.
- 7 липня 1993 року завод перейшов у категорію приватної власності.

## Нагороди
- У 1981 році завод нагороджений орденом Трудового Червоного Прапора.